# نمس طويل الأنف
النمس الطويل الأنف (Herpestes naso)، نوع من جنس النمس، وهو نوع أصيل في الكاميرون وجمهورية الكونغو وجمهورية الكونغو الديمقراطية وغينيا الاستوائية وغابون وكينيا ونيجيريا وتنزانيا.